# Avenue du Général-de-Gaulle (Thiers)
Pour les articles homonymes, voir Avenue du Général-de-Gaulle et Charles de Gaulle (homonymie).
L'avenue du Général-de-Gaulle est une avenue de Thiers dans le département du Puy-de-Dôme en région Auvergne-Rhône-Alpes.

## Situation et accès
Située dans la ville-basse c'est l'une des voies publiques les plus empruntées de la ville.
Avec l'Avenue Léo-Lagrange qui est la continuité de l'avenue du Général-de-Gaulle, cette avenue est celle qui compte le plus de grandes surfaces dans la ville. Deux hypermarchés (E.Leclerc et Carrefour), trois supermarchés (Intermarché, Lidl et ALDI) et deux centres commerciaux (La Varenne et les Molles).

## Origine du nom
Cette voie porte le nom du militaire, résistant, homme d'État et écrivain français Charles de Gaulle (1890-1970).

## Historique
La route fait partie d'une ancienne voie romaine reliant Pont-du-Château à Thiers par la grande plaine de la Limagne.
En 1824, l'avenue qui n'est pas encore appelée ainsi, est classée comme étant une Route nationale française. Elle portait au début, le numéro 89. Par la suite, elle sera également une portion de la Route nationale 106 tout en restant classée Route nationale 89. Lors de la construction de la rocade de Thiers, l'ancienne RN106 ne passera plus par la RN89.
À la fin des années 1960, la ville-basse s'étend pour atteindre la limite communale de Thiers et Peschadoires dans les années 1990. Cet urbanisme grandissant s'est surtout développé le long de la Route nationale 89 dont l'avenue du Général de Gaulle en fait en grande partie.
En 1979, sous l'impulsion du maire de l'époque, Maurice Adevah-Pœuf, l'avenue est entièrement réhabilitée. Un terre plein central, encore visible aujourd'hui, est placé entre les deux voies de sens opposé.